# Ркаєла Акіно
Ркаєла Марі Рамос Акіно (англ. Rckaela Maree Ramos Aquino; нар. 4 липня 1999, Тамунінг) — гуамська борчиня вільного стилю, чотириразова чемпіонка та срібна призерка чемпіонатів Океанії, учасниця двох Олімпійських ігор.

## Життєпис
Боротьбою почала займатися з 2005 року. У 2015 році стала чемпіонкою Океанії серед кадетів. У 2016 році повторила цей успіх на цих же змаганнях. Того ж року здобула срібну медаль чемпіонату Океанії серед юніорів, а у 2018 стала чемпіонкою цих змагань. У 2017 дебютувала на дорослому чемпіонаті Океанії, де посіла друге місце, а у 2018 та 2019 здобувала на цих змаганнях чемпіонські титули.
У 2021 році посіла друге місце на Олімпійському кваліфікаційному турнірі, що дозволило їй пробитися на літні Олімпійські ігри в Токіо. Вона стала першою борчинею з Гуаму, яка пройшла кваліфікацію на Олімпійські ігри за заслугами, а не через універсальне місце. Там вона у першому ж поєдинку програла представниці Монголії Бат-Очирин Болортуяа (туше). Оскільки монгольська спортсменка не потрапила до фіналу, Акіно не змогла взяти участь у втішних сутичках за бронзову нагороду і вибула зі змагань.
Виступає за спортивий клуб «Фудошін» Гуам. Тренер — Антоніо Акіно (батько).

### Спортивні родичі
- Дядько — Маріано Акіно (дзюдо) представляв Гуам на Олімпіаді в Сеулі в 1988 році[1].
- Сестра — Міа-Лані Акіно (боротьба) посіла 16 місце на Олімпіаді в Парижі-2024, п'ятиразова чемпіонка Океанії[2].

## Спортивні результати на міжнародних змаганнях

### Виступи на Олімпіадах
| Змагання                    | Збірна | Вагова категорія          | Місце |
| --------------------------- | ------ | ------------------------- | ----- |
| Літні Олімпійські ігри 2020 | Гуам   | жіноча боротьба, до 53 кг | 14    |
| Літні Олімпійські ігри 2024 | Гуам   | жіноча боротьба, до 57 кг | 14    |

### Виступи на Чемпіонатах світу
| Змагання                        | Збірна | Вагова категорія          | Місце |
| ------------------------------- | ------ | ------------------------- | ----- |
| Чемпіонат світу з боротьби 2018 | Гуам   | жіноча боротьба, до 57 кг | 25    |
| Чемпіонат світу з боротьби 2019 | Гуам   | жіноча боротьба, до 53 кг | 19    |
| Чемпіонат світу з боротьби 2023 | Гуам   | жіноча боротьба, до 57 кг | 29    |

### Виступи на Чемпіонатах Океанії
| Змагання                          | Збірна | Вагова категорія          | Місце  |
| --------------------------------- | ------ | ------------------------- | ------ |
| Чемпіонат Океанії з боротьби 2017 | Гуам   | жіноча боротьба, до 58 кг | Срібло |
| Чемпіонат Океанії з боротьби 2018 | Гуам   | жіноча боротьба, до 57 кг | Золото |
| Чемпіонат Океанії з боротьби 2019 | Гуам   | жіноча боротьба, до 55 кг | Золото |
| Чемпіонат Океанії з боротьби 2023 | Гуам   | жіноча боротьба, до 57 кг | Золото |
| Чемпіонат Океанії з боротьби 2024 | Гуам   | жіноча боротьба, до 57 кг | Золото |

### Виступи на Азійських іграх
| Змагання                        | Збірна | Вагова категорія          | Місце |
| ------------------------------- | ------ | ------------------------- | ----- |
| Азійські ігри в приміщенні 2017 | Гуам   | жіноча боротьба, до 58 кг | 5     |

### Виступи на інших змаганнях
| Змагання                                                          | Збірна | Вагова категорія          | Місце  |
| ----------------------------------------------------------------- | ------ | ------------------------- | ------ |
| Мікронезійські ігри 2018                                          | Гуам   | жіноча боротьба, до 57 кг | Золото |
| Олімпійський кваліфікаційний турнір з боротьби 2021               | Гуам   | жіноча боротьба, до 53 кг | Срібло |
| Олімпійський кваліфікаційний турнір з боротьби 2024 (Александрія) | Гуам   | жіноча боротьба, до 57 кг | Золото |

### Виступи на змаганнях молодших вікових груп
| Змагання                                        | Збірна | Вагова категорія          | Місце  |
| ----------------------------------------------- | ------ | ------------------------- | ------ |
| Чемпіонат Океанії з боротьби серед кадетів 2015 | Гуам   | жіноча боротьба, до 60 кг | Золото |
| Чемпіонат Океанії з боротьби серед кадетів 2016 | Гуам   | жіноча боротьба, до 60 кг | Золото |
| Чемпіонат Океанії з боротьби серед юніорів 2016 | Гуам   | жіноча боротьба, до 59 кг | Срібло |
| Чемпіонат Океанії з боротьби серед юніорів 2018 | Гуам   | жіноча боротьба, до 57 кг | Золото |
| Чемпіонат світу з боротьби серед молоді 2019    | Гуам   | жіноча боротьба, до 53 кг | 15     |